# Maurice Sarrail
Maurice-Paul-Emmanuel Sarrail (ur. 6 kwietnia 1856 w Carcassonne, zm. 23 marca 1929 w Paryżu) – polityk i generał francuski, dowódca z okresu I wojny światowej. 

## Życiorys
Urodził się w Carcassonne w Langwedocji. Absolwent Akademii Wojskowej Saint-Cyr. Uczestnik I wojny światowej. W 1914 dowodził francuską 3 Armią w Ardenach. Skłócony z głównodowodzącym wojsk francuskich generałem Josephem Joffre. Bardzo popularny w armii, kandydat na dowódcę wojsk francuskich na froncie zachodnim. W 1915 wysłany do Grecji na czele francuskiego korpusu ekspedycyjnego (Armii Wschodniej), mającego na celu wsparcie Serbii przeciwko Bułgarii, która we wrześniu 1915 przystąpiła do wojny po stronie Państw Centralnych. W październiku 1915 wojska francuskie pod jego dowództwem wylądowały pod Salonikami i rozpoczęły atak na wojska bułgarskie. Jednakże skromne siły francuskiej Armii Wschodniej (3 dywizje piechoty, 2 dywizje kawalerii, razem 64 tysiące ludzi) nie były w stanie powstrzymać ofensywy bułgarskiej pod Uskub (obecne Skopje) przeciwko Serbom.
W listopadzie 1915 generał Sarrail po walkach z przeważającymi liczebnie wojskami bułgarskimi zmuszony został do wycofania w rejon Salonik. Od stycznia 1916 głównodowodzący wojsk Ententy na froncie macedońskim. Obszar wokół Salonik zamienił w obóz warowny z 70 kilometrami fortyfikacji, 130 tysiącami żołnierzy i 35 zespołami artylerii. Mimo braku sukcesów militarnych na Bałkanach, dzięki poparciu politycznemu w rządzie zachował dowództwo do grudnia 1917. W 1924 wysoki komisarz w Syrii. W 1925 przeszedł w stan spoczynku.
Maurice Sarrail należał do typowych politykujących generałów. Zaciekły antyklerykał, pozostawał w bardzo dobrych stosunkach z socjalistami.

## Odznaczenia
- Krzyż Wielki Legii Honorowej
- Wielki Oficer Legii Honorowej
- Komandor Legii Honorowej
- Oficer Legii Honorowej
- Kawaler Legii Honorowej
- Médaille militaire
- Krzyż Wojenny z brązową palmą
- Kawaler Krzyża Wielkiego Orderu Gwiazdy Karadziordzia z Mieczami (Królestwo Serbii)